# Jack Heid
John Sebastien „Jack” Heid (ur. 26 czerwca 1924 w Nowym Jorku, zm. 27 maja 1987 w Bushkill) – amerykański kolarz torowy i szosowy, brązowy medalista torowych mistrzostw świata.

## Kariera
Największy sukces w karierze Jack Heid osiągnął w 1949 roku, kiedy zdobył brązowy medal w sprincie indywidualnym amatorów podczas torowych mistrzostw świata w Kopenhadze. W zawodach tych wyprzedził go jedynie Australijczyk Sidney Patterson, a trzecie miejsce zajął Francuz Jacques Bellenger. Był to pierwszy medal dla amerykańskiego kolarza torowego od mistrzostw świata w Newark w 1912 roku. Był to również jedyny medal wywalczony przez Heida na międzynarodowej imprezie tej rangi. Rok wcześniej wystartował na igrzyskach olimpijskich w Londynie, gdzie był piąty w sprincie, a rywalizację w wyścigu na 1 km zakończył na siódmej pozycji. Startował również w wyścigach szosowych, wygrywając między innymi Tour of Somerville w 1956 roku. Zginął w 1987 roku w pożarze domu.